# 长汀镇
长汀镇，是中华人民共和国黑龙江省牡丹江市海林市下辖的一个乡镇级行政单位。

## 行政区划
长汀镇下辖以下地区：
长青社区、长兴社区、双桥村、火龙沟村、平安村、河北村、七山村、猴石村、万丈村、马场村、双丰村、哈达村、杨林村、张明村、古塔村、宁古村、南沟村、卜家村、满城村、古城村、红海林林场和火龙沟林场。

## 历史沿革
1953年，设长汀村，属海林县第八区
1955年，改长汀镇
1956年3月，划归宁安县
1962年11月，划归海林县，改长汀公社
1980年，改长汀镇
2001年3月，旧街乡并入，属海林市